# Banque Nationale Agricole

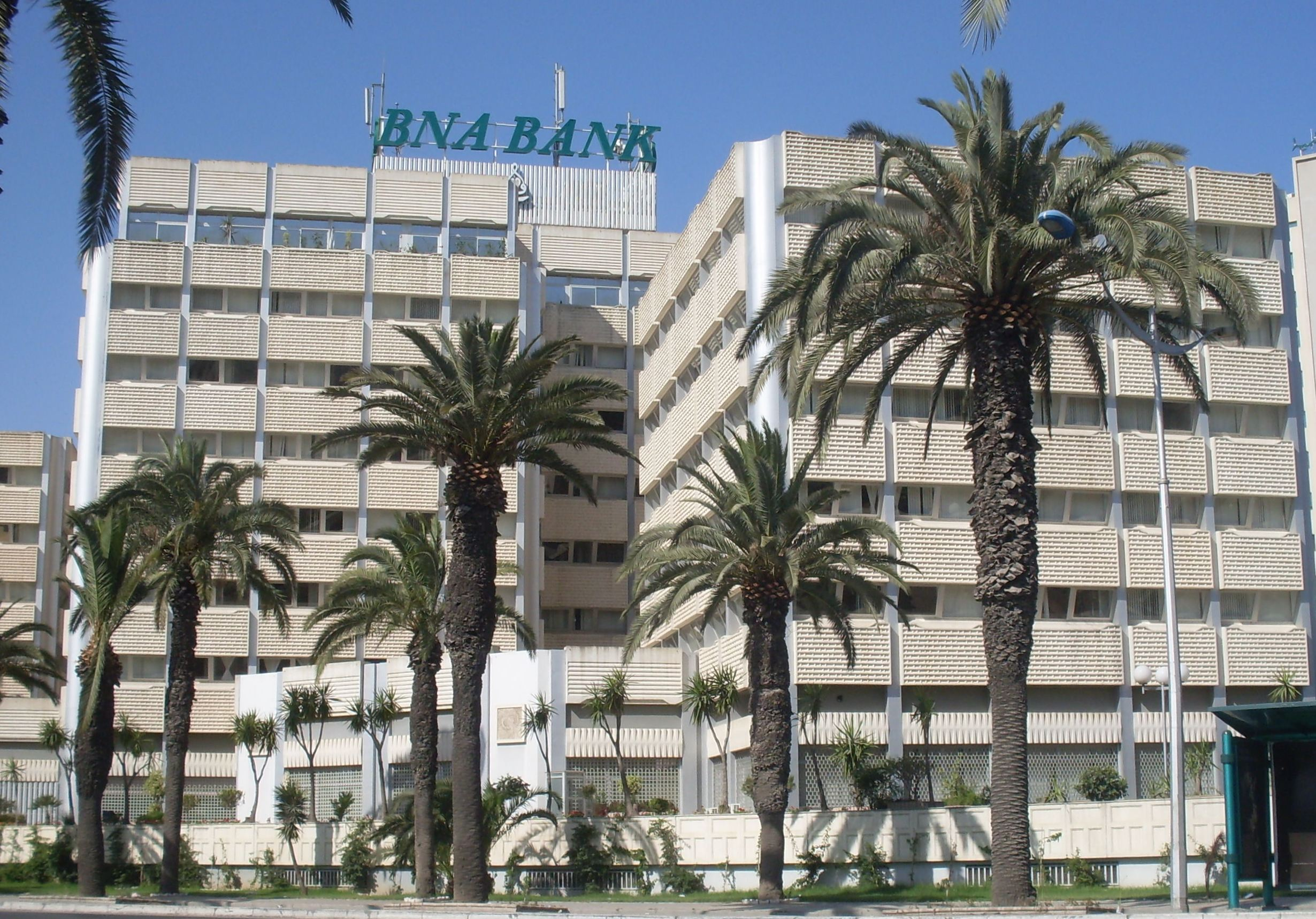
Sede de la Banque Nationale Agricole

La Banque Nationale Agricole (BNA) es un banco controlado por el estado en Túnez. Cotiza en la Bolsa de Túnez.

## Historia
La Banque Nationale Agricole fue creada el 1 de junio de 1959 e inaugurada por el presidente Habib Burguiba el 10 de octubre de 1959. En 1969, cambió su nombre a Banque Nationale de Tunisie. El 24 de junio de 1989, se fusionó con Banque Nationale de Développement Agricole y pasó a llamarse Banque Nationale Agricole.
Es el banco principal de las zonas rurales de Túnez.